# Tré Cool

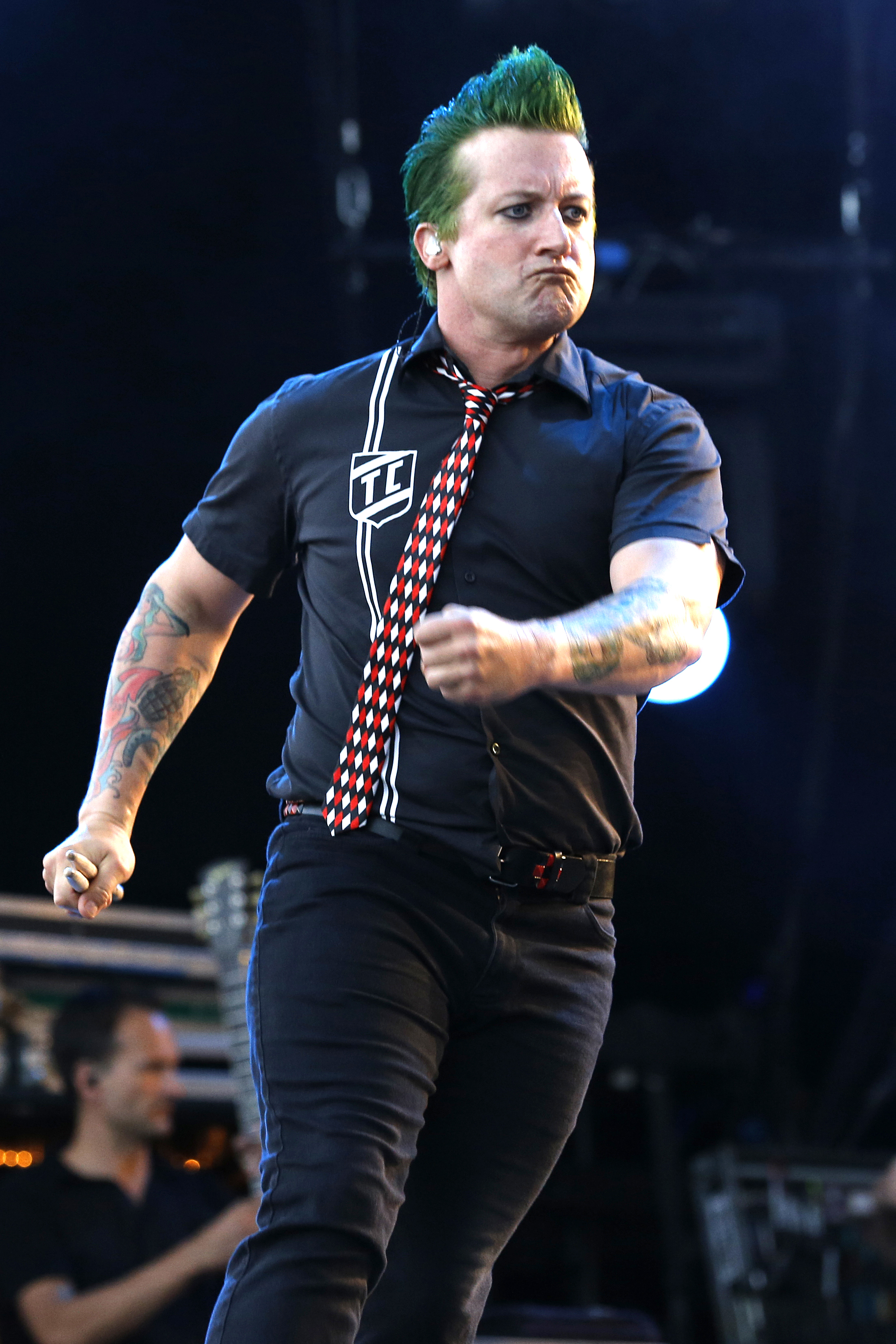

Tré Cool (* 9. prosince 1972), občanským jménem Frank Edwin Wright III. je bubeník americké punkrockové kapely Green Day, který v kapele nahradil bývalého bubeníka Al Sobrante. Původně hrál i se skupinami jako The Lookouts, Sreeching Weasles a Samiam.

## Životopis
Narodil se 9. prosince 1972 ve Frankfurtu v Německu. Vyrůstal ve městě Willits v Kalifornii se svým otcem a 2 sourozenci. Tré Cool je jeho přezdívka, kterou mu dal jeden jeho kamarád a znamená „Hodně Cool“ (très je francouzsky hodně). Od 12 let hrál v kapele The Lookouts. Kapelu vedl Laurence Livermore který vlastnil nahrávací společnost Lookout! Records. Když od Green Day v roce 1991 odešel bubeník Al Sobrante, sám Livermore jim Trého nabídl jako nového bubeníka a od té doby je členem Green Day. Má dvě děti Ramonu Wright a Frankita Wright.
V roce 1998, poté co Green Day vyhráli cenu „Moon Man“ na MTV Music Awards Tré Cool vyšplhal Universal Globe, ale unikl bez trestu – právě naopak,byl odměněn potleskem a jásotem fanoušků.
Tré byl kdysi proslulý tím, že spaloval svou bicí soupravu přímo na jevišti po skončení každého představení na „Warning“ tour. Také má tradici, že když v průběhu koncertu poškodí činely tak se jich na konci zbaví.

## Osobní život
V lednu 1995 se jeho přítelkyni Lisea Lyons narodila dcera Ramona. Lisea a Tré se vzali toho samého roku v březnu, ale zanedlouho se rozvedli. V květnu 2000 se Tré oženil s jeho novou přítelkyní Claudií Saurez a jejich syn Frankito se narodil o rok později. V roce 2003 se ale rozvedli a Tré se seznámil s Torry Castelano, která hraje na bicí ve skupině The Donnas. Tré se zasnoubil s přítelkyní Sara Rose v lednu 2014. 11.10.2014 se Sara a Tré vzali. 

## Zpěv a psaní textů
Tré sám složil a napsal několik písní. Zpívá a hraje na kytaru píseň „Dominated Love Slave“ (kde Billie Joe hraje na bicí) a „All by Myself“ z alba Kerplunk! a Dookie. Napsal a nazpíval také „Rock and Roll Girlfriend“ z „Homecoming“ představenou v albu American Idiot. Dále také nazpíval a nahrál „DUI“ („Driving Under the Influence“).V roce 2007 nahrál cover od Tay Zondaye „Chocolate Rain“. Když to dal 1.8.2007 na YouTube, zmínilo se o tom několik tisků.